# 県道122号 (台湾)
県道122号（けんどう122ごう）は、新竹市北区南寮から新竹県五峰郷土場を結ぶ、全長50.362kmの台湾の県道である。一部県道117号との重複区間がある。

## 通過する自治体
- 新竹市
  - 北区
  - 東区
- 新竹県
  - 竹東鎮
  - 五峰郷

## 接続する道路
- 台15線
- 台1線
- 県道117号
- 国道1号（インターチェンジ）
- 県道123号
- 台3線

## 施設
- 南寮国小学校
- 光復高中学校
- 清華大学
- 南寮国小学校
- 竹東国小学校
- 員崠国小学校
- 員東国中学校